# Dorothy Tree
Dorothy Tree, ursprungligen Dorothy Estelle Triebitz, även kallad Dorothy Uris, född 21 maj 1906 i Brooklyn, New York, död 13 februari 1992 i Englewood, New Jersey, var en amerikansk skådespelare, sångpedagog och författare. Hon medverkade i minst 49 filmer mellan 1927 och 1951. Hennes mest kända roller var antagligen som Martha, mor till Knute Rockne, i Knute Rockne All American (1940) och som May Emmerich, handikappad fru till Louis Calherns roll, i I asfaltens djungel (1950).

## Filmografi
- 1927 – Det (ej krediterad)
- 1931 – Mysteriet 'Dracula' (ej krediterad)
- 1931 – Äktenskapssemester
- 1932 – Life Begins (ej krediterad)
- 1933 – East of Fifth Avenue
- 1934 – Side Streets
- 1934 – Alle man på däck
- 1934 – Friends of Mr. Sweeney
- 1934 – The Dragon Murder Case
- 1934 – The Case of the Howling Dog
- 1934 – Madame Du Barry
- 1934 – The Firebird
- 1935 – Kvinnan i rött
- 1935 – A Night at the Ritz
- 1935 – While the Patient Slept
- 1935 – Four Hours to Kill!
- 1936 – The Bridge of Sighs
- 1936 – Three Godfathers
- 1936 – Navy Born
- 1937 – Storstadsdesperados (ej krediterad)
- 1937 – En natt på värdshuset
- 1938 – Having Wonderful Time
- 1938 – Revolt i Bengalen (ej krediterad)
- 1938 – Trade Winds (ej krediterad)
- 1938 – Zaza
- 1939 – The Mysterious Miss X
- 1939 – Fria på Narri (ej krediterad)
- 1939 – The Mystery of Mr. Wong
- 1939 – Confessions of a Nazi Spy
- 1939 – Television Spy
- 1939 – Charlie Chan in City in Darkness
- 1940 – Abraham Lincoln - en folkets man
- 1940 – Little Orvie
- 1940 – Flygmordet
- 1940 – Knute Rockne All American
- 1941 – Dubbelgångaren
- 1941 – Singapore Woman
- 1941 – Highway West
- 1942 – Nazi Agent
- 1942 – Hitler - död eller levande
- 1943 – Frihetskämpar (ej krediterad)
- 1943 – Crime Doctor (ej krediterad)
- 1944 – Casanova ordnar allt
- 1950 – Tills döden skiljer oss åt
- 1950 – I asfaltens djungel
- 1950 – Männen
- 1950 – Mitt liv är mitt eget
- 1951 – The Family Secret